# Igreja Reformada Húngara na América
A Igreja Reformada Húngara na América (IRHA), em inglês Hungarian Reformed Church in America, é uma denominação cristã reformada formada em 1924, por imigrantes húngaros nos Estados Unidos. À época, a Igreja Reformada na Hungria entregou suas igrejas na América do Norte à Igreja Reformada nos Estados Unidos. Todavia, parte dos membros não aceitou a união e formou a IRHA como uma denominação separada.

## História
Após a Primeira Guerra Mundial , muitos húngaros migraram para os Estados Unidos. Eles estabeleceram igrejas que estavam sob o controle da Igreja Reformada na Hungria. Em 1921, a IRH, por meio do Acordo Tiffini, transferiu suas duas classes (presbitérios) na América para a Igreja Reformada nos Estados Unidos (cuja maior parte das igrejas ingressou na Igreja Unida de Cristo posteriormente).
Todavia, algumas congregações reformadas húngaras recusaram o acordo e fundaram a Igreja Reformada Húngara Livre na América, em 1924. Originalmente, apenas 6 igrejas fizeram parte da fundação da denominação.
Em 1959, a assembleia geral da igreja decidiu mudar o nome para Igreja Reformada Húngara na América(IRHA).
Em 2009, a IRHA aderiu a Comunhão Reformada Húngara.

## Doutrina
A IRHA, como parte da Igreja Reformada na Hungria, é reformada continental e calvinista. Subscreve a Segunda Confissão Helvética e Catecismo de Heidelberg

## Relações intereclesiásticas
A IRA é parte do Concílio Mundial das Igrejas e Comunhão Mundial das Igrejas Reformadas.
Em 2009, a IRHA aderiu à Comunhão Reformada Húngara.
A IRHA também possui relações próximas com o Sínodo Calvino (Igreja Unida de Cristo).